# Ramon Calliste
Ramon Calliste es un exfutbolista galés. 
Integró la selección galesa sub-21 y militó en el Liverpool Football Club. Firmó por Liverpool en el 2005 luego de que fue dejado libre por el Manchester United. 

## Premios
- 2002/03 Campeonato Juvenil de la FA con el Manchester United.

## Estadísticas
| Club                    | Temporada | League | League | FA Cup | FA Cup | Copa de Inglaterra | Copa de Inglaterra | Europa | Europa | Otros | Otros | Total | Total |
| Club                    | Temporada | Ap     | Goles  | Ap     | Goles  | Ap                 | Goles              | Ap     | Goles  | Ap    | Goles | Ap    | Goles |
| ----------------------- | --------- | ------ | ------ | ------ | ------ | ------------------ | ------------------ | ------ | ------ | ----- | ----- | ----- | ----- |
| Scunthorpe United       | 2006-07   | 0      | 0      | 0      | 0      | 0                  | 0                  | 0      | 0      | 0     | 0     | 0     | 0     |
| Liverpool Football Club | 2005-06   | 0      | 0      | 0      | 0      | 0                  | 0                  | 0      | 0      | 0     | 0     | 0     | 0     |
| Manchester United FC    | 2004-05   | 0      | 0      | 0      | 0      | 0                  | 0                  | 0      | 0      | 0     | 0     | 0     | 0     |
| Total                   |           | 0      | 0      | 0      | 0      | 0                  | 0                  | 0      | 0      | 0     | 0     | 0     | 0     |

- Datos: Q2918519